# 全国地区対抗競走
全国地区対抗競走（ぜんこくちくたいこうきょうそう）は、1955年 - 1973年にかけて行われていた競艇の4大特別競走（グレード制導入以前）の1つ。

## 概要
第1回は1955年（昭和30年）5月13日に児島競艇場で開催された。以後、19年間にわたり4大特別競走（グレード制導入以前）の一つとしてファンに親しまれ開催されてきた。その名のとおり全国6地区から選抜された選手で地区優勝と個人優勝を競う大会であった。
団体戦としての魅力がなくなってきたことから、これに代わる競走として、ファン投票によって選ばれた選手が出場する笹川賞競走が新設された。

## エピソード
- 第13回大会を優勝した石原洋の完全優勝はSG史上初である[3]。

## 歴代優勝者
出典は日本財団図書館ページにある全施協50周年記念誌にある全国地区対抗競走のページより。
| 回数 | 開催年             | 開催期間       | 開催場 | 優勝地区 | 優勝者     |
| ---- | ------------------ | -------------- | ------ | -------- | ---------- |
| 1    | 1955年（昭和30年） | 5月13日-17日   | 児島   | 関東     | 金藤一二三 |
| 2    | 1956年（昭和31年） | 5月1日-6日     | 下関   | 東海     | 中谷博幸   |
| 3    | 1957年（昭和32年） | 5月28日-6月2日 | 尼崎   | 四国     | 金藤一二三 |
| 4    | 1958年（昭和33年） | 4月18日-23日   | 鳴門   | 東海     | 草川祐馬   |
| 5    | 1959年（昭和34年） | 4月30日-5月5日 | 平和島 | 近畿     | 宮原和敏   |
| 6    | 1960年（昭和35年） | 5月17日-22日   | 芦屋   | 九州     | 長瀬忠義   |
| 7    | 1961年（昭和36年） | 5月12日-18日   | 平和島 | 九州     | 倉田栄一   |
| 8    | 1962年（昭和37年） | 8月28日-9月2日 | 若松   | 東海     | 貴田宏一   |
| 9    | 1963年（昭和38年） | 9月5日-10日    | 多摩川 | 東海     | 北川一成   |
| 10   | 1964年（昭和39年） | 4月30日-5月5日 | 蒲郡   | 関東     | 岡本義則   |
| 11   | 1965年（昭和40年） | 5月20日-25日   | 多摩川 | 中国     | 大島忠行   |
| 12   | 1966年（昭和41年） | 8月4日-9日     | 戸田   | 九州     | 竹内虎次   |
| 13   | 1967年（昭和42年） | 8月10日-15日   | 平和島 | 中国     | 石原洋     |
| 14   | 1968年（昭和43年） | 5月30日-6月4日 | 浜名湖 | 九州     | 北島英男   |
| 15   | 1969年（昭和44年） | 5月29日-6月3日 | 福岡   | 九州     | 北原友次   |
| 16   | 1970年（昭和45年） | 5月28日-6月2日 | 常滑   | 東海     | 彦坂郁雄   |
| 17   | 1971年（昭和46年） | 5月27日-6月1日 | 下関   | 関東     | 小林嗣政   |
| 18   | 1972年（昭和47年） | 5月25日-30日   | 蒲郡   | 近畿     | 加藤峻二   |
| 19   | 1973年（昭和48年） | 11月22日-27日  | 住之江 | 近畿     | 井上弘     |